# Дакс (Франция)
Дакс (фр. Dax, баск. Akize) — коммуна на юго-западе Франции в департаменте Ланды административного региона Аквитания. Долгое время город входил в состав исторической провинции Гасконь. Популярный бальнеологический курорт Франции.
Первым названием поселения было Aquæ Tarbellicæ, что обозначало «воды тарбеллов», и римляне сделали его центром пагуса Тарбелли. С течением времени имя поселения эволюционировало в Acqs, d’Acqs, и наконец, в Dax. На гасконском диалекте название города пишется как Dacs, а баскские соседи называют его Akize, и в этом названии распознаётся латинский корень.
Дакс был широко известным поселением ещё в эпоху Древнего мира благодаря местным тёплым источникам, на основе которых здесь уже более тысячи лет развивается термализм (бальнеолечение), в наше время ставший основной статьёй дохода города. Дакс также известен традициями испанской и ландской корриды, а также своей приверженностью к регби (местное спортивное общество было основано в 1904 году).

## География
Дакс является супрефектурой департамента Ланды. Город расположен на левом берегу реки Адур (за исключением квартала Sablar, который находится на правом берегу), на полпути между Байонной и административным центром департамента Мон-де-Марсаном.
Город исторически принадлежал провинции Гасконь и расположен в границах исторического края Шалосс. Тем не менее рядом расположены другие края, оказавшие влияние на развитие Дакса. Этим же объясняется разнообразие местного ландшафта. Если берега Адура представляют собой болотистые луга, имеющие местное название barthes, то южнее, в направлении Шалосса, появляются зелёные холмы, характерные для Беарна и Нижней Наварры. К северу от города расположены обширные лесные равнины — Гасконские Ланды.
Дакс расположен в южной части Ландов, в 30 километрах от атлантических пляжей, в 45 километрах от Байонны, в 50 километрах от Мон-де-Марсана, в 80 километрах от По и от испанского пограничного Ируна, в 100 километрах от Сан-Себастьяна, в 150 километрах от Бордо и в 730 километрах от Парижа. Совсем недалеко находятся Пиренеи.
В Даксе работает железнодорожный вокзал национальной сети SNCF (высокоскоростную линию LGV планируется подвести в 2020 году).
Агломерация Дакса обслуживается автобусной сетью Urbus. Также в городе устроен бесплатный челночный маршрут «Vitenville».
Климат в Даксе, как и во всём регионе, обусловлен близостью Атлантического океана. Он характеризуется продолжительным и тёплым летом (с начала июня по конец сентября), мягкой и солнечной осенью, холодной и сухой зимой, а также мягкой и дождливой весной. Часто наблюдается туман.

## История

### Античность

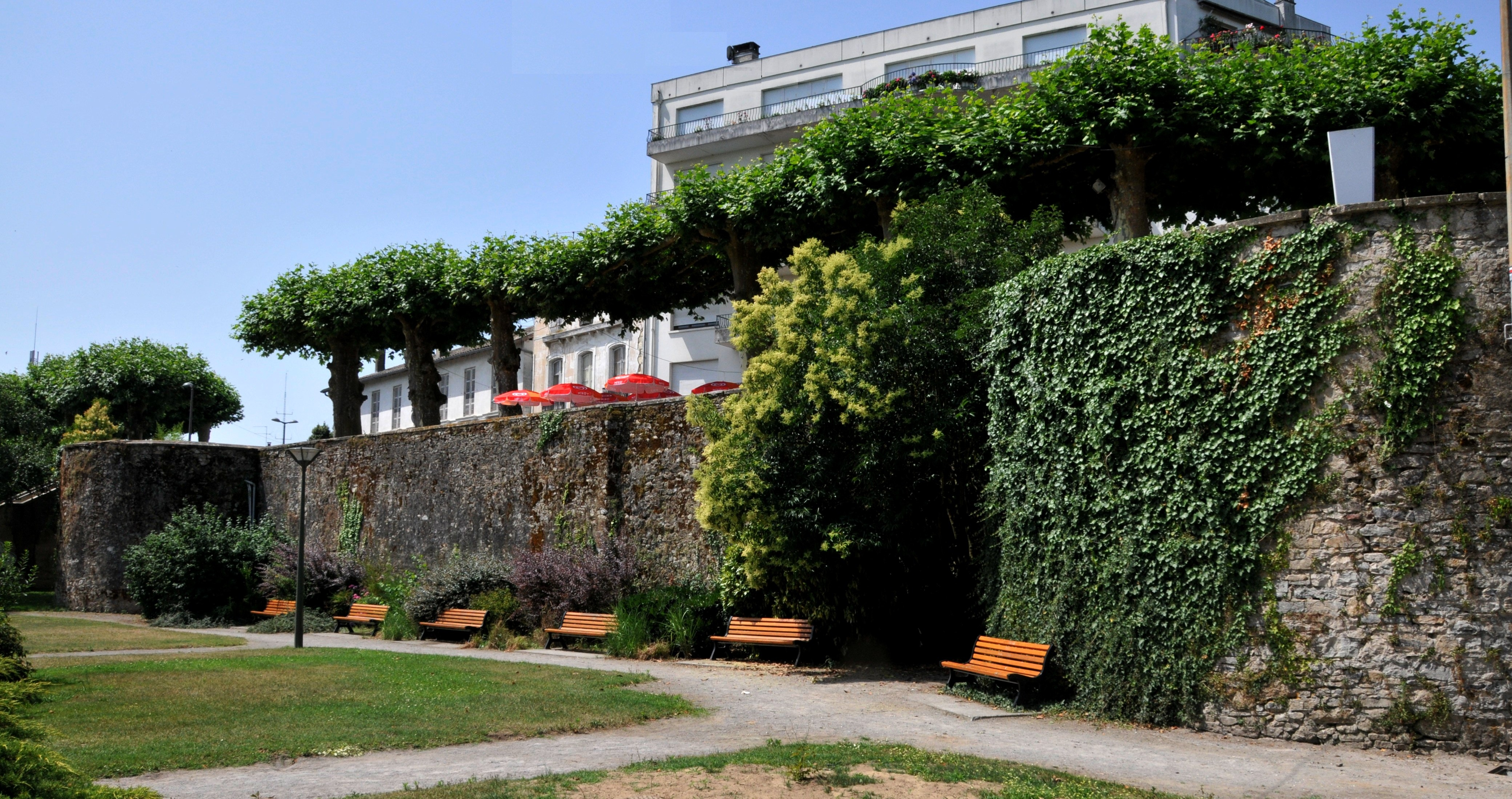
Участок городской стены IV века

На том месте, где сегодня находится Дакс, в античные времена было крупное озеро, на котором располагалось поселение со свайными жилищами. Постепенно вода из озера ушла в Адур и поселение оказалось на суше.
Первые исторические упоминания Дакса приходятся на 297 год (упомянут в Laterculus Veronensis) и затем на 400 год (упомянут в Заметках о галльских провинциях и городах). В эпоху Новемпопулании, римской провинции девяти племён, город носил имя Civitas Aquensium, а его жители назывались Cives Aquenses; эти названия использовались на протяжении всего периода Древнего мира. Дакс отсутствовал среди городов Аквитании периода римского императора Августа, в отличие от Бордо, Перигё и Сента.
С довольно высокой вероятностью установлено, что городская защитная стена была построена в середине IV века. Для той эпохи была проделана весьма масштабная работа, поскольку длина насыпи составляла 1465 метров и ею была охвачена площадь примерно в 12 — 13 гектаров. Внутри был религиозный храм, датированный первой половиной II века.
Основание епископства Дакса — одного из самых старых во Франции — приходится на середину III века. Первым епископом стал святой Винсент из Сента (фр. Vincent de Xaintes).

### Высокое средневековье
По причине отсутствия документальных источников период Раннего Средневековья в Даксе изучен очень плохо. История города не обязательно совпадала с историей провинции.
Начиная с конца X века город управлялся виконтами Дакса (d’Acqs), сменявшими друг друга вплоть до 1177 года, когда виконтство перешло соседнему дому виконтов де Тарта по причине замужества в 1190 году Наваррины, единственной дочери последнего виконта Дакса Пьера II с Раймоном-Арно III, сыном виконта де Тарта Раймона-Робера. Виконты Тарта обладали виконтством Дакс недолго. После замужества Ассалиды, дочери последнего виконта Тарта и Дакса, с Аманье V, сиром д’Альбре, титул виконта Дакса перешёл к дому Альбре, правившему Наваррой с XV века. Таким образом виконты Дакса состояли в кровном родстве с герцогами Гаскони и были их прямыми вассалами, как и виконты Тарта.

### Позднее средневековье и правление английских королей

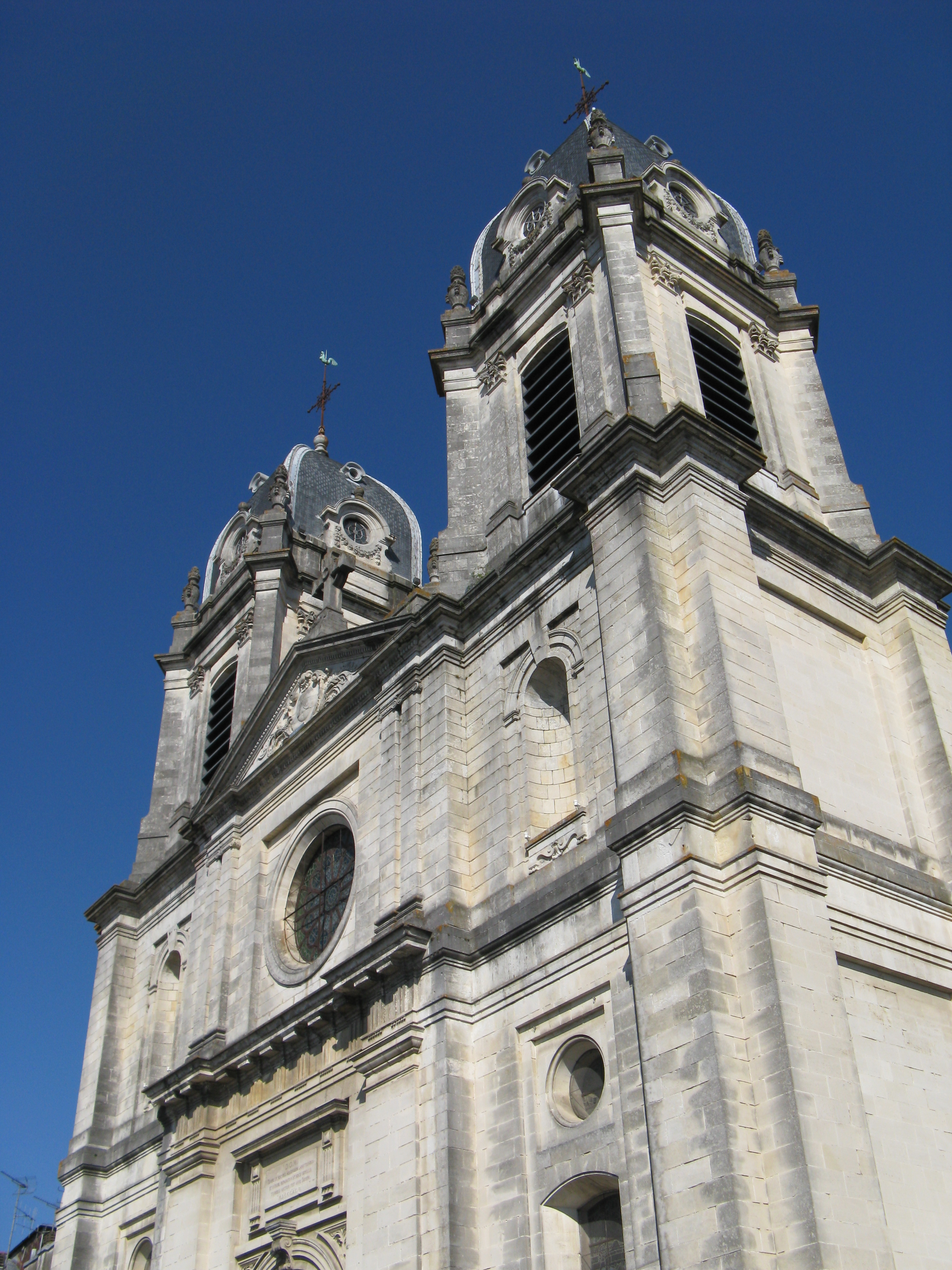
Фасад собора в Даксе

В 1152 году брак короля Франции Людовика VII и герцогини Алиеноры Аквитанской был расторгнут. В том же году Алиенора вышла замуж за Генриха II Плантагенета, который в октябре 1154 года стал королём Англии, и к английской короне перешли все провинции юго-запада Франции. Владычество королей Англии, которые здесь имели статус королей-герцогов, — поскольку в своих французских владениях они были вассалами королей Франции — продолжалось до 1453 года, до окончания Столетней войны.
В период английского господства Дакс был впервые захвачен французами в 1442 году под командованием короля Карла VII и дофина, будущего Людовика XI. Город взбунтовался и сразу же после ухода французов вернулся к англичанам. Дакс окончательно был занят французами после второй осады 8 июля 1451 года; в этот день Даксом овладел граф Фуа от имени короля Карла VII. Король Людовик XI своими королевскими грамотами подтвердил привилегии города д'«Акс» после своей коронации в 1461 году и после смерти его брата герцога Гиеньского 14 октября 1472 года.
Дакс в ту эпоху был городом с епископской кафедрой, расположенным на дороге Святого Иакова, благодаря чему через город проходило множество паломников на своём пути в Сантьяго-де-Компостела. Помимо этого, через расположенный на реке Адур в непосредственной близости от Байонны, Дакс, пролегал старинный торговый путь Дакс—Памплона, благодаря которому город процветал и сумел стать одним из самых важных гасконских поселений, наряду с Ошем и Байонной. Также город был естественным центром терруара Шалосс, района плодородных земель и успешного скотоводства. Таким образом Дакс стал мощным экономическим центром региона, устраивая ежегодно две торговые ярмарки общей длительностью 16 дней, а также еженедельный рынок, который с марта 1368 года устраивался в городе по понедельникам.
В этом развитии города роль духовенства была не последней (благодаря полученному от англичан освобождению от налогов), о чём свидетельствовало множество религиозных построек, появившихся в три последние столетия средневековья (в наше время почти все разрушены): собор Нотр-Дам XIII века (обрушился в XVII веке, уцелел только великолепный «портал апостолов», шедевр скульптуры той эпохи), епископство, клуатр, несколько обителей и монастырей (кордельеров, кармелитов, клариссинок), дома каноников и др.
Мэрия, как учреждение, Дакса считается одной из самых старых во Франции, она появилась в 1189 году. Первым мэром (или капделем) Дакса называли Пьера де Сен-Поля, и после него эту должность последовательно занимали 148 мэров.

### XVI—XVIII века

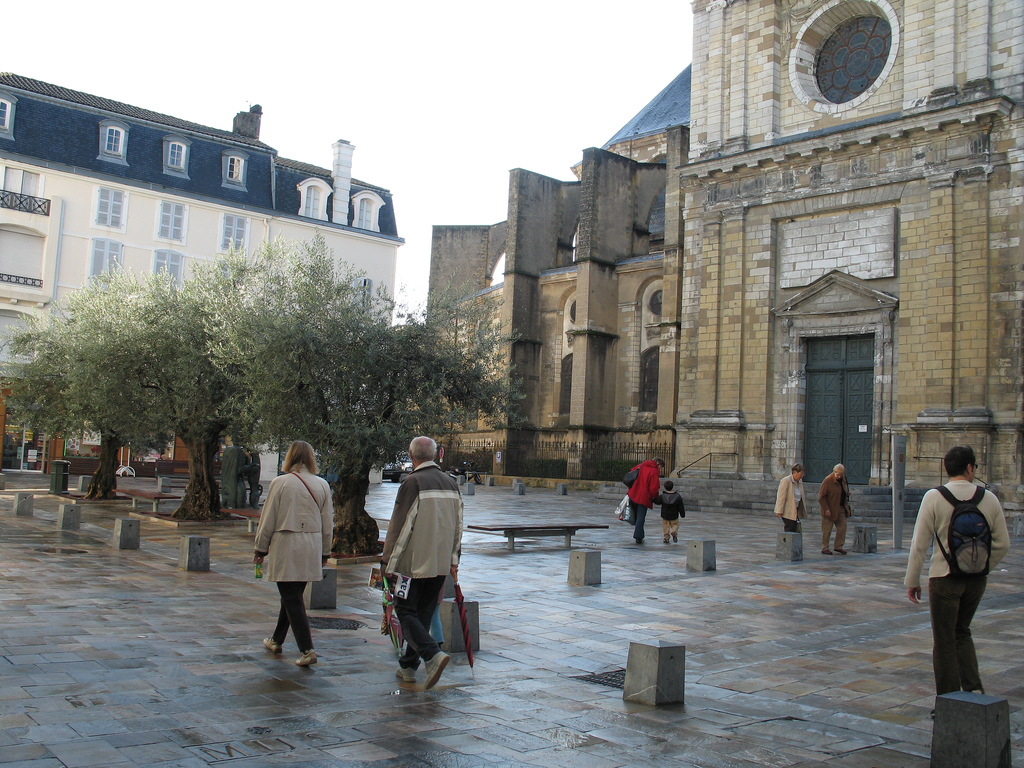
Площадь кафедрального собора

После ухода англичан Дакс привлёк внимание испанцев и город переводился на осадное положение вследствие явной угрозы со стороны испанский армии в начале 1520-х годов.
XVI век в истории города отмечен религиозными войнами, эпидемиями и сильным обнищанием населения.
Святой Викентий де Поль в это время обучался в монастыре кордельеров Дакса, а затем в муниципальном коллеже.
Период XVII и XVIII веков был экономически благополучен для Дакса, о чём свидетельствуют некоторые жилые дома в историческом центре города.
Первый министр Мазарини останавливался в Даксе в 1659 году. В том же году несколько принцев и принцесс направились в городок О-Шод (фр. Eaux-Chaudes). Людовик XIV (на стороне которого Дакс выступил в период Фронды) также останавливался в Даксе в ходе своей поездки для встречи инфанты Марии Терезии, с которой он собирался сочетаться браком в городке Сен-Жан-де-Люз.
В эпоху, предшествующую Французской революции, элита Ландов была увлечена жаждой знаний. Именно в такой интеллектуальной атмосфере в Даксе в 1733 году родился Жан-Шарль де Борда (создатель «Комиссии мер и весов») в доме на улице носящей его имя rue de Borda. Мореплаватель, математик и всемирно известный физик, он потряс научное общество своими достижениями в сфере геометрии и, в возрасте 23 лет, его приняли в должности адъюнкта во Французскую академию наук. Заслуженный учёный скончался в 1799 году. Его именем назван учебный корабль, приписанный к порту Бреста, а в его родном Даксе на площади place Thiers установлен памятник в его честь.

### От революции до наших дней
В годы Французской революции был образован департамент Ланды, в состав которого вошла большая часть прежней провинции Гасконь, но не вошла коммуна Байонна, присоединённая к Нижним Пиренеям. Местом расположения департаментской ассамблеи в 1790 году был выбран город Мон-де-Марсан, который тогда был небольшим заштатным городком на востоке вновь образованного департамента, а Дакс стал административным центром округа. По некоторым данным император Наполеон I рассматривал возможность переноса префектуры из Мон-де-Марсана в Дакс, однако из-за близости последнего к Испании отказался от этой идеи.
Во Франции в XIX веке, а именно в период Второй империи, возродилась былая значимость бальнеологии. К тому же транспортная доступность Дакса существенно улучшилась благодаря строительству железнодорожной ветки Париж—Бордо—Дакс—Ирун, превратив супрефектуру Ландов в крупный железнодорожный узел.
12 ноября 1854 года «Компания южной железной дороги» ввела в эксплуатацию ветку Бордо—Дакс, а 26 марта 1855 года состоялось открытие ветки Дакс—Байонна.
В 1861 году в состав коммуны Дакс включили соседнюю коммуну Сен-Венсан-де-Ксент.
Чтобы быть более открытым внешнему миру власти Дакса решили в XIX веке срыть часть своих городских укреплений и разрушить средневековый замок виконтов Дакса. Взамен там же построили роскошные здания в стиле ар-деко, чтобы привлечь на местные термальные источники состоятельных клиентов. В числе этих новостроек оказались здание казино и отель Сплендид, которые были возведены в период 1928—1932 годов при участии архитектора из Жиронды Роже-Анри Эксперта (фр. Roger-Henri Expert). Множество известных персон, начиная с XVIII века, принимали оздоровительные процедуры в этом гасконском городке: мадам Ментенон, один из крупнейших философов XX века Анри Бергсон, премьер-министр Франции Жорж Клемансо, художник Морис Утрилло, актриса Сара Бернар, драматург Саша Гитри, Президент Франции Арман Фальер, король Черногории Никола I, королева-консорт Румынии Мария и другие.

## Значение реки Адур в развитии Дакса

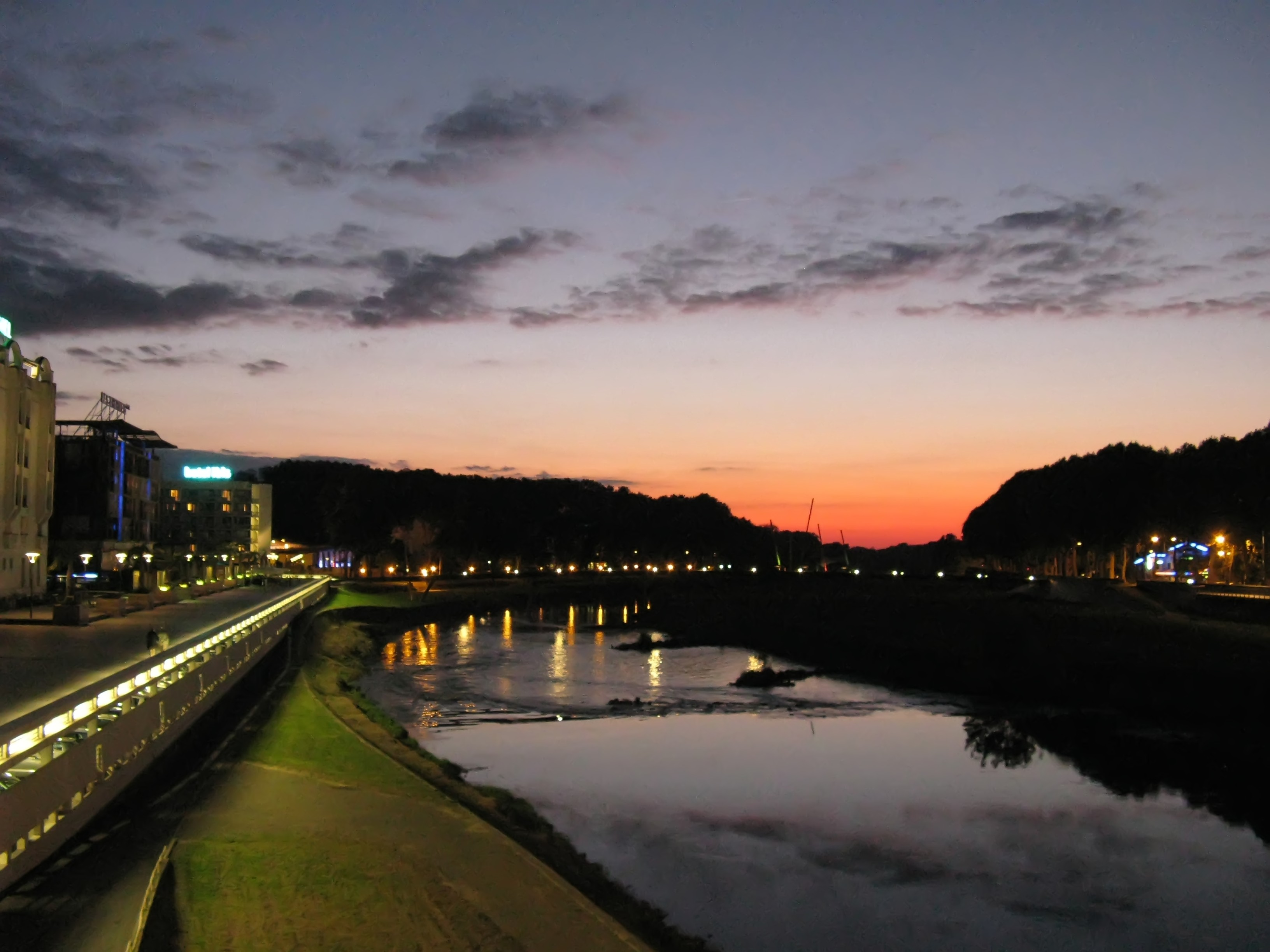
Адур ночью

Ещё с доисторической эпохи Дакс находился на границе между двумя географическими зонами, имевшими разную экономическую направленность, но с общим языком. Эта граница пролегала по руслу реки Адур. Поскольку в этом районе была отмель и реку можно было перейти вброд, римляне построили мост, который оказался примерно посредине римской дороги между Бордо в Аквитании и Памплоной в Испании. Этой дорогой впоследствии пользовались как король франков Карл Великий, так и паломники, направлявшиеся к могиле апостола Иакова.
Именно в Даксе дорога пересекалась с рекой Адур. Фактически на протяжении многих столетий Адур оставался практически единственным торговым путём, а мост в Даксе был единственным местом пересечения Адура, поскольку берега реки были заболоченными, что являлось серьёзным препятствием.
Следовательно укреплённый римлянами Дакс на протяжении столетий оставался городом-мостом, портовым городом, торговым городом и епископским городом, имея важное стратегическое, торговое, административное и религиозное значение.

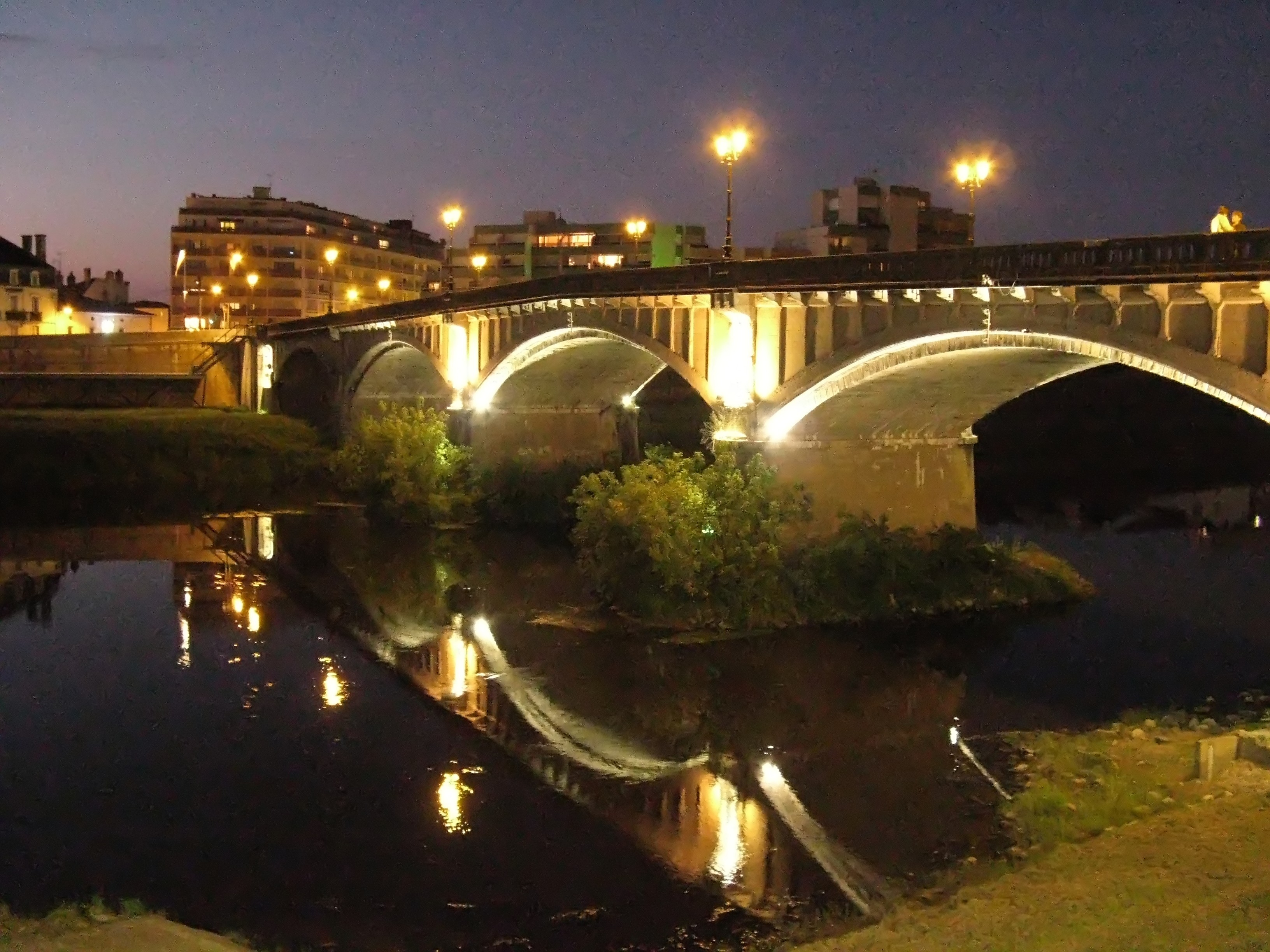
Старый мост

Смыкание двух экономических регионов в защищённом месте привело к появлению в Даксе перевалочного центра, через который по реке торговали с западом. Таким образом Дакс стал портом для:
- расположенного севернее края Маренсен
- расположенного южнее края Шалосс

Важность этой торговли многократно подчёркивалась в разные исторические периоды. Так, в XVIII веке по словам интенданта д’Этиньи, Дакс являлся «крупным торговым центром» и «одним из самых значительных рынков королевства».
Через Дакс осуществлялась продажа основного товара Гасконских Ландов — древесной смолы. Даже когда в XIX веке изобретённая перегонка позволила потреблять смолу более рационально, Дакс по-прежнему специализировался на торговле смолистыми продуктами во Франции. Вплоть до 1939 года каждую субботу в Даксе проводились торги, после которых вагоны канифоли и скипидара отправлялись в Германию, Голландию, Италию и другие страны. Была установлена прямая связь Атлантой в США, которая считалась вторым мировым центром торговли смолистыми продуктами.
Эта деятельность существенно сократилась после Второй мировой войны, когда традиционная подсочка деревьев была вытеснена передовыми достижениями нефтехимии.

## Экономика
- Сфера услуг:
Самую крупную долю в экономике Дакса занимает сфера услуг. Туризм, усиленный развитием бальнеологии, географическое положение (на территории ландских лесов, недалеко от атлантических пляжей Серебряного берега, рядом с Баскскими землями и Испанией), ежегодные народные празднества (август и сентябрь), вызвали появление в Даксе большого количества гостиниц и оздоровительных учреждений. Предприятия торговли пользуются этой популярностью и в пешеходной зоне города открыто множество бутиков (одежда, гастрономия…).
  - Бальнеология: экономика Дакса в настоящее время основана в первую очередь на термализме (местные термальные источники и грязи позволяют предлагать терапевтические процедуры, особенно полезные при ревматических заболеваниях), который обеспечивает большую часть рабочих мест в городе, а также дохода муниципалитета. Эта деятельность позволяет Даксу оставаться в числе наиболее богатых коммун департамента Ланды. Ежегодно город принимает около 50 000 курортников, которых сюда привлекает репутация Дакса в сферах флебологии, гинекологии и ревматологии. Такая популярность делает Дакс первым бальнеологическим курортом Франции, опережая Баларюк-лэ-Бэн, Виши и Виттель (фр.). Начиная с 2009 года, наряду с лечением ревматических заболеваний, 15 бальнеолечебниц Дакса стали предлагать специальные программы, направленные на лечение фибромиалгии.
- Промышленность: 
имея меньшее значение, промышленный сектор экономики довольно стабилен в Даксе; он фокусирован на транспортном обслуживании (линия Париж—Бордо—Ирун, грузовые перевозки и высокоскоростные поезда TGV, автомагистраль A63). В городе производятся грязи, необходимые для бальнеолечебниц (1500 тонн в год), соль (добывается посредством буровой скважины в соседней коммуне, затем очищается в Даксе в объёме 50000 тонн в год), минеральная вода (25 миллионов бутылок в год), полимерная плёнка (20000 тонн в год, из которых 5000 тонн отправляется на экспорт), производство бумаги (270 миллионов квадратных метров в год, из которых 60 % отправляется на экспорт)

## Герб
На гербе города изображена одна башня (символизирующая «город-крепость»), лев (символ Аквитании), морские волны (представляющие реку Адур, речной порт и портовую деятельность, весьма активную вплоть до XIX века), а также старинное средневековое имя города «ACQS», образованное от позднелатинского «CIVITAS DE AQVIS». Геральдическим девизом города являлась фраза «Regia Semper» («Королевский навечно»), означавшая постоянное нахождение города под королевским управлением и свободу от феодальной опеки.

## Достопримечательности

### Историческое и культурное наследие

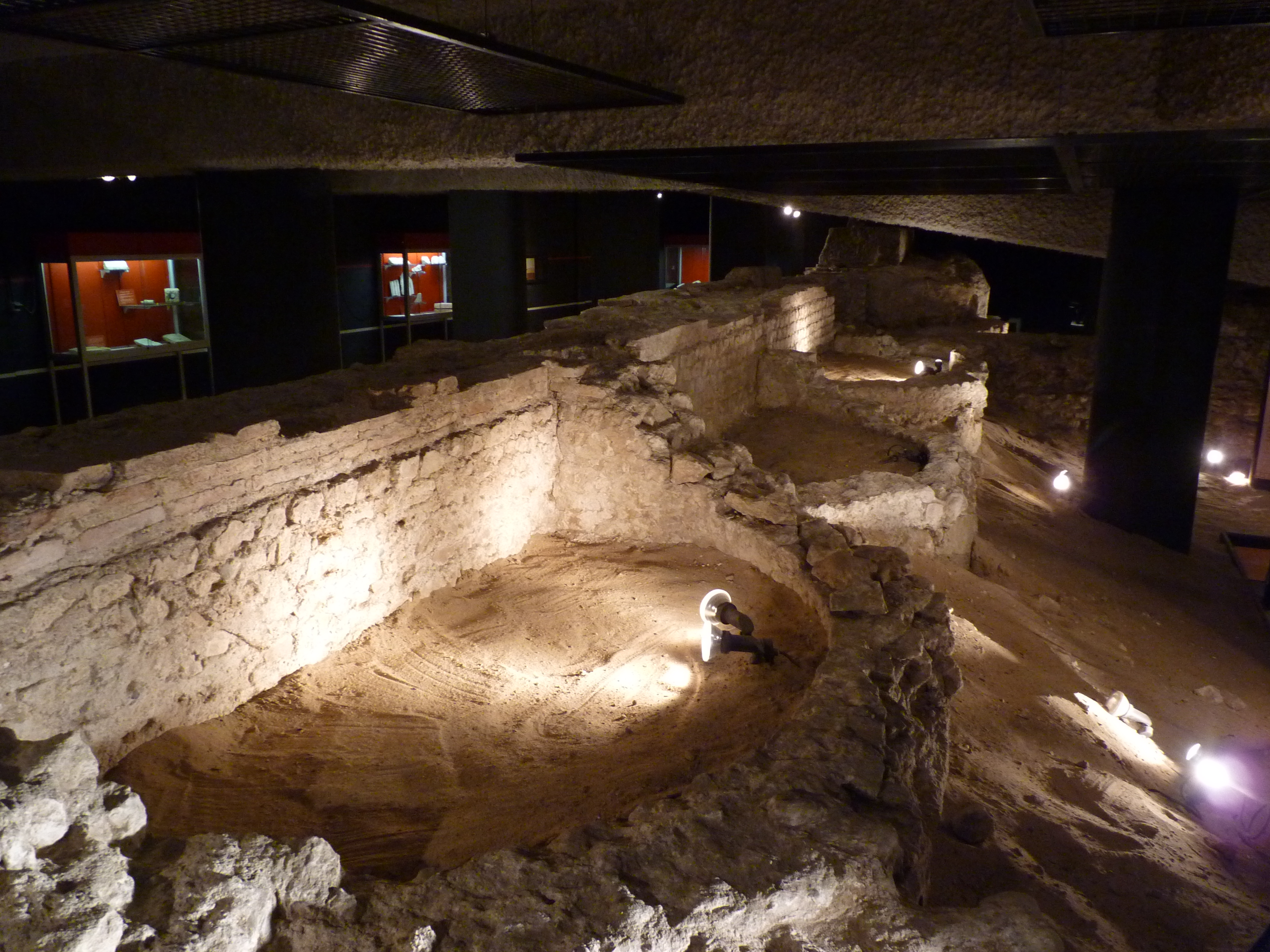
Археологическая крипта

- Галло-римская археологическая крипта, расположенная на улице rue Cazade, скрывает основание древнеримского храма II века. Здание размещалось на высокой прямоугольной платформе, у которой удалось установить положение трёх сторон. Южная и западная сторона была усилена полукруглыми внутренними контрфорсами; эти внушительные остатки образовывали подпорную стену, удерживавшую огромную массу грунта, нанесённого сверху для образования искусственной террасы, на которой возвышался сам храм. Он был знаковым сооружением и главным зданием поселения, поэтому должен быть видим издалека. Керамика, использованная для заполнения участков фундамента, позволила точно установить дату постройки этого архитектурного комплекса — II век.
- Остатки галло-римской городской стены, которая была построена в IV веке. Эта ограда имела длину периметра в 1465 метров, была 4 метра толщиной и около 10 метров высотой. Стена имела трое ворот и 46 башен. Французские археологи XIX века считали эту стену «самой красивой и наиболее сохранившейся среди всех городских стен галло-римской эпохи во Франции». Очень большой участок стены был разрушен по решению муниципалитета в XIX веке. В наше время существует два значительных фрагмента стены, содержащих несколько башен; они расположены в районе площади Place des Salines и в парке Теодора Дени.
- Старинный замок Дакс. Резиденция виконтов Дакс (d’Acqs) в эпоху раннего средневековья, затем перешедшая королям. Замок был очень крупным; на старинных гравюрах можно видеть средневековую крепость, имевшую мощную ограду. Замок не сохранился в наше время, поскольку был полностью разрушен в XIX веке. В период с XI по XIII век он служил резиденцией виконтов, а с начала XIV века служил резиденцией военного губернатора Дакса. В 1320 году в замке разместили гарнизон, в составе 5 рыцарей и 90 пеших солдат. Перестроенный в XV и в XVII веках он в конце концов стал казармой. Французский писатель Альфред де Виньи служил здесь несколько месяцев в звании лейтенанта. Замок перестали использовать в 1888 году, а в 1891 году его разрушили, построив в 1894 году на освободившемся месте бальнеолечебницу «Dax — Salins — Thermal», которую проектировал лауреат Римской премии архитектор Пьер Эскюе (фр. Pierre Esquié), дополнив её зданием казино. Случившийся в июле 1926 года пожар опустошил оба здания. После этого мэрия Дакса приняла решение построить на этом месте роскошный дворец, отель Сплендид, архитектурный шедевр предвоенной эпохи и флагман гостиничного и термального бизнеса Ландов. Архитектурный проект и эскизы декораций выполнены архитектором Андре Гране, которому ассистировал Роже-Анри Эксперт. Здание построили в 1928 году, а торжественное открытие состоялось в октябре 1929 года. Гостиница имеет 162 комнаты и является частью единого архитектурного комплекса вместе с соседним казино Atrium Casino.
- Часовня кармелитов представляет собой остатки старинной церкви монастыря кармелитов, основанного в 1523 году, от которой в наше время остались входные врата, хоры и боковые часовни. После масштабной реконструкции в этой часовне устроена экспозиция Музея Борда, где представлены его коллекции, а также работы современных мастеров.
- Кафедральный собор Нотр-Дам. В конце XIII века, в период процветания города, епископство заказало строительство серии религиозных сооружений, в том числе нового кафедрального собора на месте древнего святилища римлян, ставшего слишком тесным. Готическое здание обрушилось в 1646 году и от него сохранился только великолепный Портал Апостолов, венчающий северный рукав трансепта (классифицирован как национальный исторический памятник в 1884 году). Имея высоту 12 метров и ширину 8 метров, эти врата с простенком представляют прекрасный скульптурный ансамбль, что очень редко встречается на юге Франции. Современное здание собора построили в нео-греческом стиле в конце XVII века. Главный фасад и южная сторона выглядят единым целым и выполнены в более суровом стиле. Однако северный фасад, смотрящий на уютную площадь в историческом центре, выглядит весьма очаровательно.
- Церковь Сен-Венсан-де-Ксент находится в юго-западной части Дакса. Храм назван в честь первого епископа города, который погиб мученической смертью на этом месте. Эта церковь в нео-романском стиле была построена в 1893 году на месте базилики XI века, которая в свою очередь была возведена на месте галло-римского храма. Современная церковь сохранила от старой базилики распятие, помещённое над входными вратами. Житие святого представлено на красивых витражах в алтаре. Посреди нефа находится красивая реставрированная мозаика II века, оставшаяся ещё от римского храма. Этот район вплоть до 1861 года был самостоятельной коммуной Сен-Венсан. Позади церкви, по улице rue Gambetta, находится монастырь доминиканцев, который в XVI веке был обителью клариссинок.
- Отель Сен-Мартен-д’Аже (фр. Hôtel St-Martin-d’Agès) — красивый частный особняк с порталом и внутренним двором. Он был построен в XVII веке. В 1659—1660 годах в этом особняке останавливались королева Франции Анна Австрийская и первый министр кардинал Мазарини.
- Частные особняки в Даксе: Hôtel de Chièvre (XVII век, сейчас мэрия Дакса), Hôtel Neurisse (XVII век, сейчас Культурный центр, здесь находится фонтан XVIII века), здание Банка Франции (XVIII век), муниципальная библиотека (постройка XVI века)

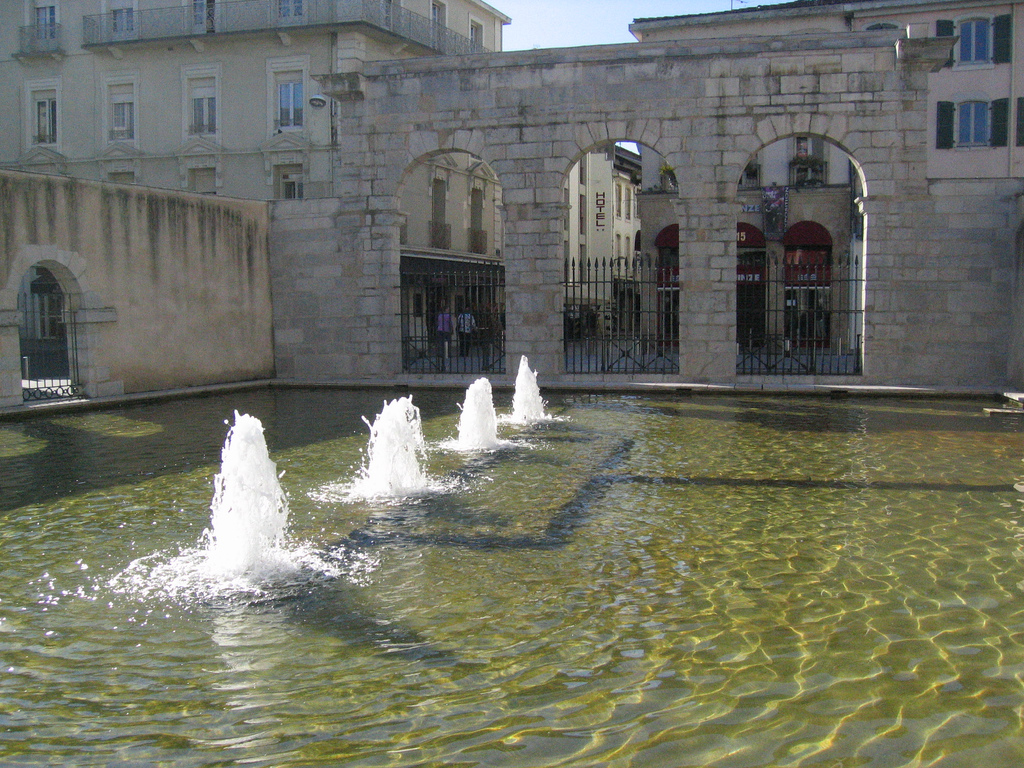
Фонтан «Горячий ключ»

- Фонтан «Горячий ключ» или источник, названный в честь северной богини воды Nèhe, является символом этого бальнеологического курорта. Фонтан был построен в XIX веке на предполагаемом месте древних римских терм. Ежедневно из этого источника выходит 2 400 000 литров целебной воды при температуре 64°С. Высокая плотность геотермальных источников в Даксе является следствием сдвига горных пород, произошедшего в эпоху образования Пиренеев. В бассейне этого фонтана, особенно после солнечных дней, можно заметить цветущие водоросли. Эти водоросли аналогичны тем, которые находятся в илистых грязях Адура и в термальной воде, которые используются для приготовления лечебных процедур «Péloïde de Dax». В прежние времена вокруг горячего фонтана находился квартал мясников и торговцев субпродуктами. Домашние хозяйки пользовались горячей водой чтобы варить яйца и ощипывать домашнюю птицу.
- Отель Сплендид (фр. Hôtel Splendid). Архитектурный проект и эскизы внутреннего оформления этой гостиницы подписаны архитектором Андре Гране. Гостиница была торжественно открыта в 1929 году. Высота потолков и большие размеры комнат напоминают, что стиль ар-деко развивался в эпоху «мании величия». Заметный контраст между размером комнат и низкой мебелью усиливает впечатление больших высот.
- Старый мост. На протяжении долгого времени Адур был главной транспортной магистралью в департаменте. Он связывал Дакс с другими главными городами региона: Байонной, Эр-сюр-л’Адуром, Гренад-сюр-л'Адуром. Каменный укреплённый мост построили римляне, однако его унёс паводок в 1770 году. Поначалу его заменили деревянным мостом, пока в 1857 году не построили современный каменный мост, служащий главной транспортной магистралью между кварталом Саблар и всем остальным городом.
- Арены Дакса построили в 1913 году, а затем расширили в 1932 году. Здесь устраивается коррида по случаю Праздника Дакса (шесть дней примерно в районе 15 августа), а также фестиваля Toros y Salsa, проводимого ежегодно во вторые выходные сентября. Ландские бои быков проводятся в июле и августе.
- Гостиница Hôtel les Thermes построена в современном стиле (1992 год) по проекту известного французского архитектора Жана Нувеля, который также проектировал здание парижского Института арабского мира и здание Лионского оперного театра.
- Место купания «Trou des Pauvres» (дыра бедных) расположено на берегах Адура. В прежние времена не имевшие средств больные приходили сюда принимать тёплые грязевые ванны. Поначалу такая «дыра» образовывалась спонтанно возле выхода в реку тёплых вод, что периодически случалось во время паводка; илистые грязи оседали на дно после спада уровня воды.

### Музеи

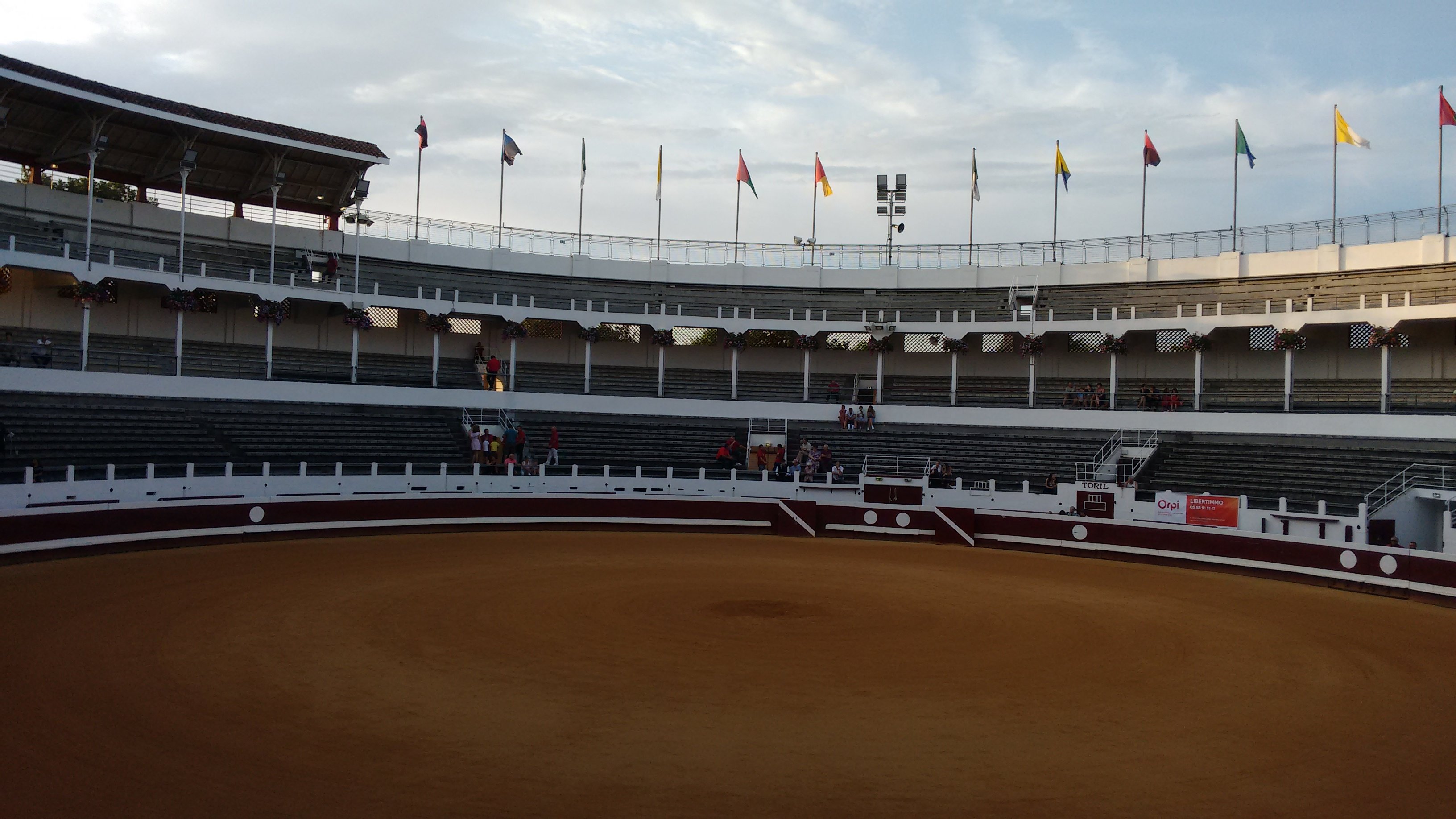
Арены Дакса в глубине парка Теодора Дени

- Музей Борда. В 1807 году в Даксе был открыт муниципальный музей для размещения ценной коллекции Жака-Франсуа Борда д’Оро. В 1876 году группа местных энтузиастов основала научное общество, названное Обществом Борда, занимавшееся исследованием региональной истории и археологии. Длительное время Общество Борда заботилось о Музее Борда. В коллекции музея представлены экспонаты, связанные с историей города Дакс, а также множество художественных произведений. Экспонаты музея Борда представлены в сменных экспозициях, устраиваемых в часовне кармелитов. Также музей устраивает экскурсии в археологическую крипту, где представлены остатки основания галло-римского храма II века.
- Музей Жоржетты Дюпуи (фр. Georgette Dupouy). В коллекции представлены 60 полотен этого разностороннего художника, которая родилась в Париже в 1901 году и умерла в Даксе в 1992 году.
- Музей лёгкой авиации сухопутных войск и вертолётов. Этот музей открыли отставные военнослужащие. Коллекция музея, представленная в просторном помещении площадью 2000 квадратных метров, считается одним из самых прекрасных в Европе собранием боевой авиации и вертолётов, участвовавших в сражениях. В галерее представлены множество документальных фотоснимков, трофеи и впечатляющая коллекция макетов, посвящённых истории лёгкой авиации сухопутных войск Франции, событиям Второй мировой войны, а также Индокитайской войны.

### Городские сады и парки
- Ботанический сад Сарра (фр. Parc Botanique du Sarrat)
- Булонский лес (фр. Bois de Boulogne)
- Парк Теодора Дени — главный городской парк, расположенный на берегу Адура между Старым мостом и Ареной.

## Традиции и народные гуляния

### Праздник Дакса

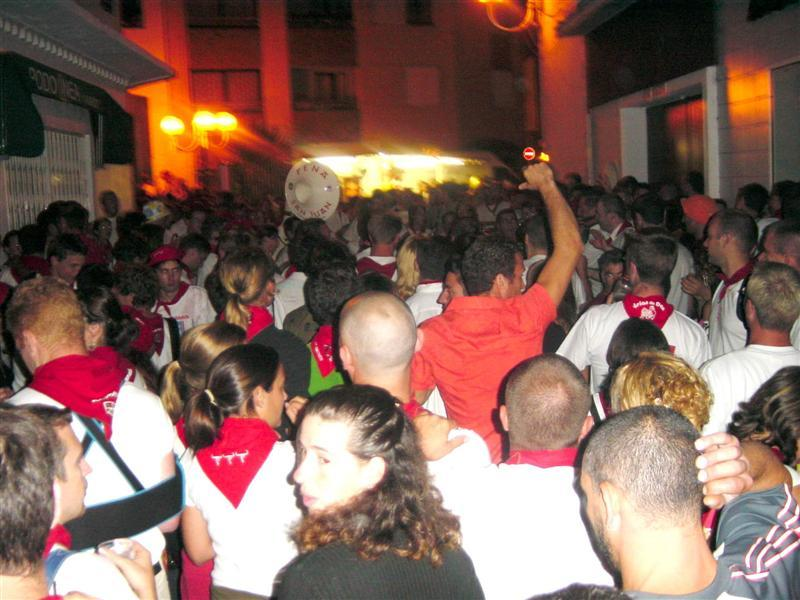
Ежегодный «Праздник Дакса»

Подобно любому уважающему себя гасконскому городу, Дакс имеет свой народный праздник. Термальный городок оживает примерно 15 августа (в город в среднем съезжается 800 000 человек), когда проходит традиционный Праздник Дакса, который длится 6 дней. По случаю этого празднества устраиваются большие бои быков, в программе которых 5 коррид, одна конная коррида, одна новильяда с пикадорами и две новильяды без пикадоров.

### Фестиваль Toros y Salsa
Ежегодно в середине сентября в Даксе устраивается фестиваль «Toros y Salsa». В течение трёх дней на территории парка у «Арены Дакса» происходит смешение корриды и музыки сальса. В программе фестиваля, как правило, две корриды, одна новильяда и восемь бесплатных концертов.

### Фестиваль Satiradax
Ежегодно в мае или в июне в Даксе проходит фестиваль Satiradax, задача которого объединить способы выражения и искусство карикатуризма и пародий, используя скетчи, прессовые узоры, литературу, кинематограф, выставки, концерты и дискуссионные сессии.

## Города-побратимы
- Логроньо, Испания (с 1963 года)